# Mansoura (kommun i Marocko)
Mansoura (franska: Mansoura (CR), Mansoura (Commune Rurale), arabiska: تامشاشاط) är en kommun i Marocko.   Den ligger i provinsen Chefchaouen och regionen Tanger-Tétouan-Al Hoceïma, i den nordöstra delen av landet, 190 km nordost om huvudstaden Rabat. Antalet invånare är 16 559.